# Ariadna umtalica
Ariadna umtalica là một loài nhện trong họ Segestriidae. De diersoort komt voor in Zimbabwe.
Loài này thuộc chi Ariadna. Ariadna umtalica được William Frederick Purcell miêu tả năm 1904.